# Ciel Tower
La Ciel Tower est un gratte-ciel en construction à Dubaï aux Émirats arabes unis. Ils s'élèvera à 366 mètres pour 81 étages. Son achèvement est prévu pour 2024.